# Mangabei d'Uganda
El mangabei d'Uganda (Lophocebus ugandae) és una espècie de mico del Vell Món que només viu a Uganda. Anteriorment es creia que aquest mangabei era una simple població del mangabei de galtes grises (L. albigena). El 2007, Colin Groves convertí la població ugandesa en una nova espècie, L. ugandae. Aquesta espècie és bastant més petita que el mangabei de galtes grises i té el crani més curt i la cara més petita.

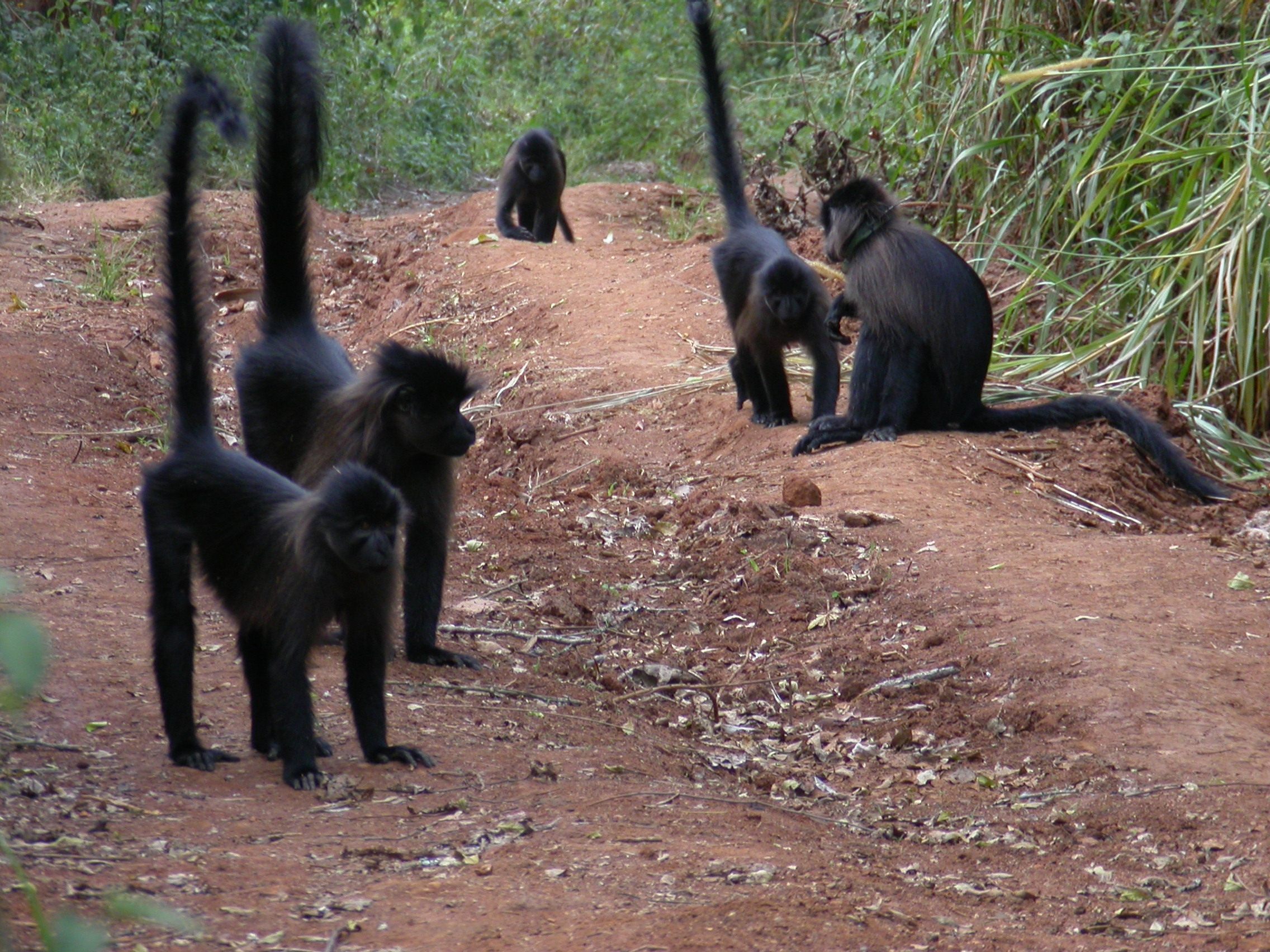
El mangabei d'Uganda baixa a terra per creuar carreteres, buscar aliment i socialitzar.